# Michael Mann (Literaturwissenschaftler)

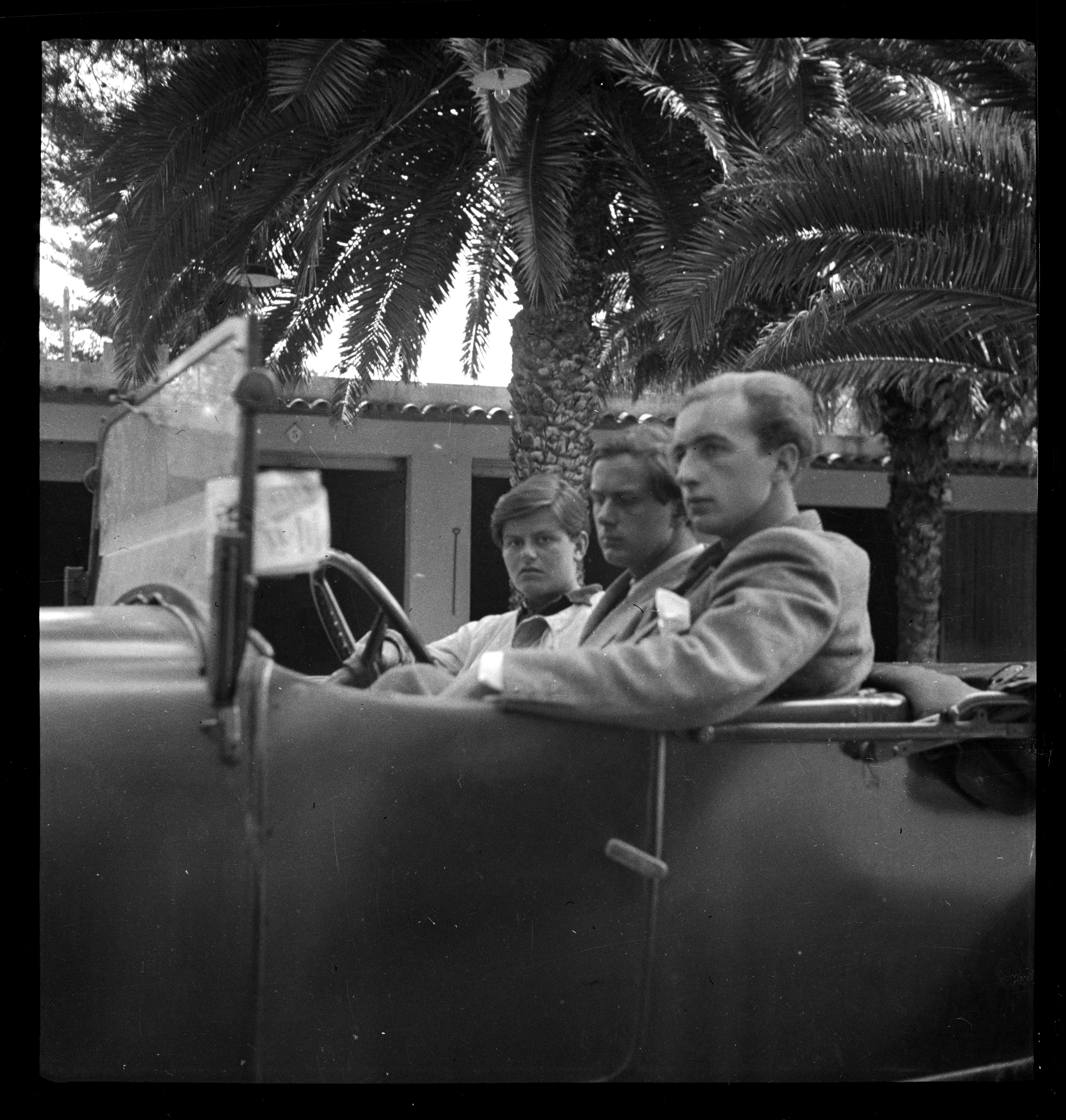
Elisabeth und Michael Mann mit Begleiter in Bandol. Foto von Annemarie Schwarzenbach (1936)

Michael Thomas Mann (* 21. April 1919 in München; † 1. Januar 1977 in Orinda, Kalifornien) war ein deutsch-amerikanischer Musiker und Literaturwissenschaftler.

## Leben

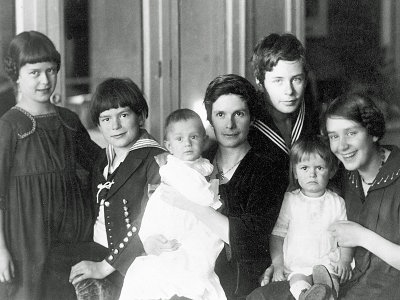
Katia Mann mit ihren sechs Kindern (von links nach rechts: Monika, Golo, Michael, Klaus, Elisabeth und Erika), 1919

Michael Mann war das jüngste Kind von Katia und dem Schriftsteller Thomas Mann. Die Familie nannte ihn „Bibi“. Er wuchs in München auf und besuchte dort das Wilhelmsgymnasium, wechselte aber später aufgrund schulischer Schwierigkeiten auf das Internat Schloss Neubeuern. Er war musisch sehr interessiert und erhielt bereits als Kind Violinunterricht. 

Seine Eltern beschlossen im März 1933 während eines Urlaubs in Arosa (Schweiz), nicht ins Deutsche Reich zurückzukehren, wo Ende Januar 1933 das Hitler-Regime die Macht ergriffen hatte. 
Michael lebte seitdem mit seiner Familie zunächst in der Schweiz und besuchte das Freie Gymnasium Zürich. Anschließend begann er ein Studium am Konservatorium sowie an der Musikakademie (heute Zürcher Hochschule der Künste). Dort erhielt er die Bewertung „entschieden begabt“. Um sein Talent weiter zu fördern, ließ man ihm mit seiner Schwester Elisabeth zusammen Privatunterricht beim weltbekannten tschechischen Pianisten Rudolf Serkin (1903–1991) angedeihen. In Zürich erwarb er das erste Lehrdiplom, aber ein Zwischenfall führte zum Abbruch der Ausbildung und zu seiner Relegation. So soll er den Direktor des Konservatoriums, nachdem dieser ihm in kleinlicher Manier das Klavierspielen während der Pausenzeiten untersagt hatte, geohrfeigt haben.
Michael Mann heiratete am 6. März 1939 in New York die aus einer wohlhabenden jüdischen Schweizer Familie stammende Gret Moser (1916–2007), eine ehemalige Mitschülerin seiner Schwester Elisabeth. Die beiden hatten zwei Söhne (Fridolin, genannt Frido, und Anthony, genannt Toni) und die Adoptivtochter Raju. Beide Eheleute flohen zu Beginn des Zweiten Weltkriegs nach London. Aus dem US-amerikanischen Exil bedrängte Katia Mann ihren Sohn, zu den Eltern in die USA zu ziehen. Nach anfänglichem Zögern wegen des schwierigen Verhältnisses zu seinem Vater entschlossen sich beide zur Emigration in die USA, als die Luftwaffe Mitte 1940 bis Anfang 1941 die Luftschlacht um England betrieb. Die räumliche Distanz blieb aber, weil sie sich in Monterey bei Carmel, einem kleinen Küstenort südlich von San Francisco, niederließen. Michael Mann setzte sein Violinstudium fort; er nahm Unterricht bei Henri Temianka (1906–1992). Dieser überzeugte ihn, auf die Viola umzusteigen; Mann wurde Bratschist. Zwischen 1942 und 1947 war er Violinist am San Francisco Symphony und wurde an dem Musikkonservatorium der Stadt aufgenommen. Dabei intensivierte Michael Mann auch seine Studien in der Musiktheorie, hielt Vorträge und publizierte auf diesem Gebiet. Dafür erhielt er auch Anerkennung seines Vaters, der ihn beim Entstehen des Romans Doktor Faustus als Berater um die musiktheoretischen Passagen des Romans mit heranzog. 
Ab 1949 hatte Michael Mann als Solobratschist Auftritte in den USA und Europa. 1951 ging er mit der Pianistin Yaltah Menuhin (1921–2001), einer Schwester Yehudi Menuhins, auf Konzertreise. Diese wurde abgebrochen, als eine mutmaßliche Affäre zwischen den beiden publik wurde, in deren Folge seine Ehe und auch die begonnene Musikkarriere zu scheitern drohten. Michael Mann nahm 1949 als einziges Familienmitglied am Begräbnis seines Bruders Klaus in Cannes teil, der Suizid begangen hatte.
Als Solomusiker unternahm Michael Mann 1953 eine Welttournee, die ihn bis nach Japan und Indien führte. Nachdem er nach Europa zurückgekehrt war, starb am 12. August 1955 sein Vater Thomas Mann in Zürich. Recht unerwartet entschloss sich Michael Mann 1957, seinen Musikerberuf aufzugeben. Der genaue Grund hierfür ist nicht bekannt, laut der Erinnerung Katia Manns war er seines Berufs überdrüssig geworden: „[…] immer den Leuten Sachen vorspielen, die sie gar nicht so gern hören wollten, außerdem: Konzerte geben und der ganze Betrieb drumherum […]“ Er verließ Pittsburgh, begann 1958 ein Studium an der Harvard University Massachusetts im Fachgebiet Germanistik. Mit Studien über Heinrich Heines Musikkritiken promovierte er 1961. Er wechselte im selben Jahr ins German Department der Universität von Kalifornien in Berkeley. Dort war er von 1964 bis 1977 Professor für Deutsche Literatur. In dieser Zeit beschäftigte er sich vor allem mit den „Rebellen“ in der deutschen Literatur; Friedrich Schiller, Heinrich Heine und Friedrich Daniel Schubart. Auch sein Vater wurde ein wichtiger Forschungsgegenstand. Im Jahr 1965 veröffentlichte er Das Thomas-Mann-Buch. Eine innere Biographie in Selbstzeugnissen. 1968 wurde ihm der Schubart-Literaturpreis verliehen. Als die Tagebücher seines Vaters 1975 laut Testament freigegeben worden waren, erklärte er sich bereit, diese zu edieren. Jedoch stürzte ihn das Studium der Tagebücher in eine Krise, wie Kollegen um ihn bemerkten. „Diese Tagebücher seines Vaters haben ihn verrückt gemacht…“

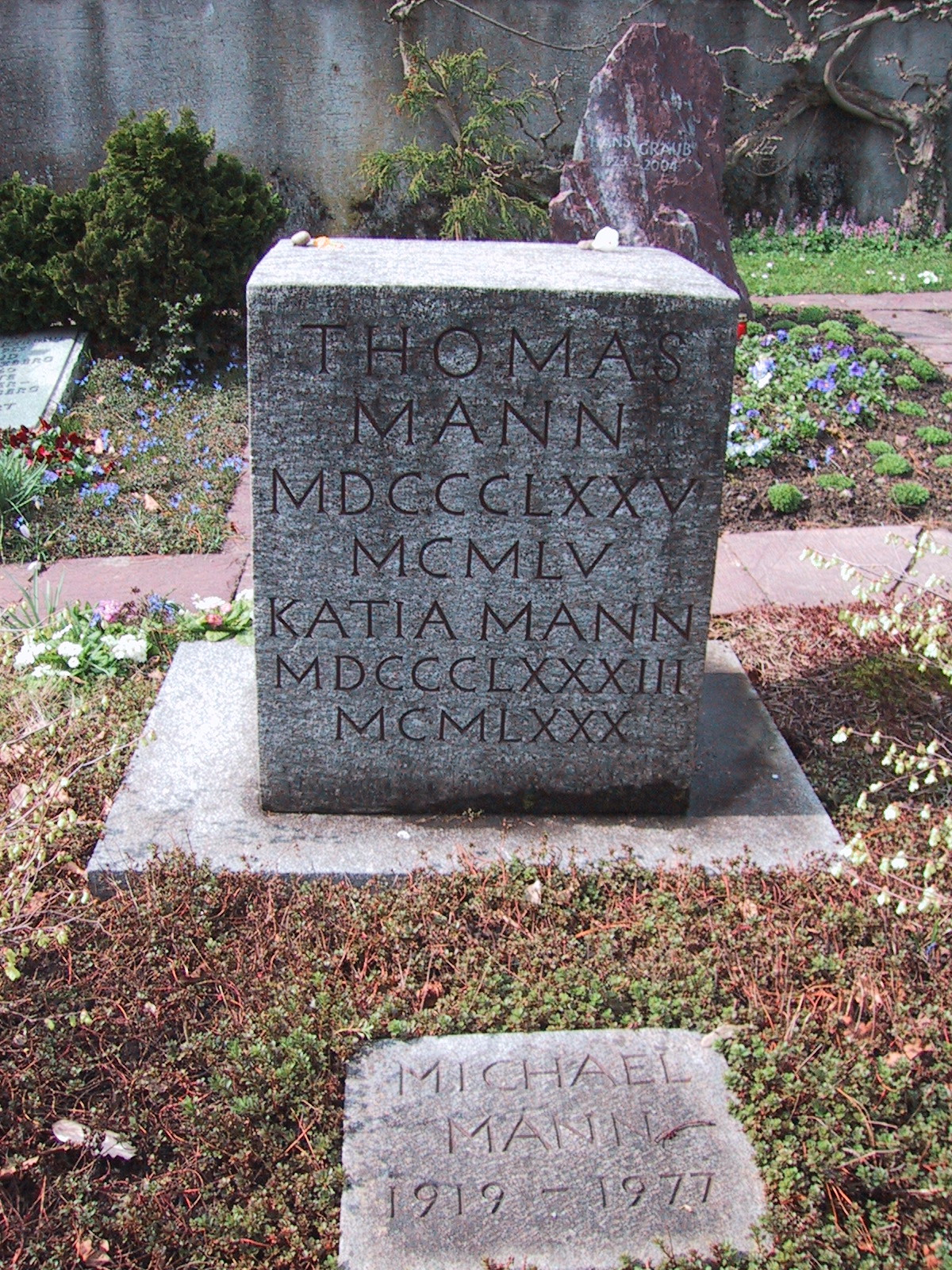
Das Kilchberger Familiengrab

Michael Mann starb in der Neujahrsnacht 1977 an der Einnahme einer tödlichen Mischung von Alkohol und Barbituraten. Es wird vermutet, dass es sich um einen Suizid handelte und der Auslöser die Beschäftigung mit den ihm zugänglich gewordenen Tagebüchern seines Vaters war. Aus dem Eintrag vom 28. September 1918 ging beispielsweise hervor, dass er ein unerwünschtes Kind gewesen war und auf ärztlichen Rat hin mit Rücksicht auf Katia Manns Gesundheitszustand abgetrieben werden sollte. Michael Manns Sohn Frido berichtet in seiner Biografie Achterbahn von einem Besuch bei seiner Mutter nach dem Tod des Vaters, es habe nachmittags zwischen den Eltern einen Streit gegeben, sodass eine Silvestereinladung abgesagt wurde und Michael Mann früh ins Bett gegangen sei. Um 22 Uhr sei er noch ins Zimmer der Adoptivtochter Raju gegangen und habe zärtlich mit ihr geredet. Danach sei er in sein Zimmer zurückgekehrt. Frido Mann resümiert: „Man vermutet, dass er dann zum zweiten Mal dieselbe hohe Medikamentendosis eingenommen hat wie wenige Stunden zuvor.“ Michael Mann hatte eine zweibändige Auswahl-Edition der Tagebücher vorbereitet, das Manuskript war Ende 1976 fertiggestellt, doch es wurde in dieser Form nie veröffentlicht. Seine Geschwister beschlossen, vor der hochbetagten und bereits stark durch Altersdemenz beeinträchtigten Mutter den Tod ihres Sohnes zu verheimlichen. Er wurde in Kilchberg bei Zürich im Familiengrab beigesetzt.
Nach dem Tod von Michael Mann übernahmen Peter de Mendelsohn (1908–1982) und Inge Jens (1927–2021) die weiteren editorischen Arbeiten an den Tagebüchern Thomas Manns. Von Inge Jens erschien 1995 Thomas Mann – Tagebücher und von Peter de Mendelsohn 1875–1918 sowie Jahre des Schwebens. Eine Autobiographie, an der Michael Mann gearbeitet hatte, erschien 1983 postum mit dem Titel Fragmente eines Lebens.

## Tondokumente
Deutsche Grammophon. Aufgenommen in Hannover (Beethovensaal)
- Arthur Honegger – Sonate pour alto et piano, H. 28 (1920); Michael Mann (Bratsche); Dika Newlin (Klavier); aufgenommen am 19. März 1952
- Ernst Krenek – Sonate für Viola und Klavier, op. 117 (1948); Michael Mann (Bratsche); Yaltah Menuhin (Klavier); aufgenommen am 9. April 1951
- Darius Milhaud – Quatre Visages, op. 238 (1943); Michael Mann (Bratsche); Dika Newlin (Klavier); aufgenommen am 21. Mai 1952

Wiederveröffentlichung auf CD: Johanna Martzy/Michael Mann: Complete Deutsche Grammophon recordings. Deutsche Grammophon/eloquence 484 3299 (2021)

## Schriften
- Das Thomas-Mann-Buch. Eine innere Biographie in Selbstzeugnissen. S. Fischer Verlag, Frankfurt am Main 1965.
- Heinrich Heines Musikkritiken. Hoffmann & Campe, Hamburg 1971, ISBN 3-455-03111-0
- Sturm-und-Drang-Drama. Studien und Vorstudien zu Schillers Räubern. Francke, Bern / München 1974, ISBN 3-7720-1080-6.
- Schuld und Segen im Werk Thomas Manns. Weiland, Lübeck 1975.
- Fragmente eines Lebens. Lebensbericht und Auswahl seiner Schriften. Edition Spangenberg im Ellermann-Verlag, München 1983, ISBN 3-7707-0205-0.